# The King and Queen of America
The King and Queen of America är en låt av den brittiska duon Eurythmics. Den släpptes i januari 1990 som den tredje singeln från albumet We Too Are One. Singeln nådde plats 29 på UK Singles Chart.

## Låtlista
Vinylsingel
- A: "The King and Queen of America" (Album Version) – 4:31
- B: "See No Evil" (Non-LP Track) – 4:10

Maxisingel
- A: "The King and Queen of America" (Dance Remix) – 6:11
- B1: "The King and Queen of America" (Dub Remix) – 4:52
- B2: "See No Evil" (Non-LP Track) – 4:10

Maxisingel
- A: "The King and Queen of America" (Dub Remix) – 4:52
- B1: "The King and Queen of America" (Album Version) – 4:31
- B2: "The King and Queen of America" (Dance Remix) – 6:11

CD-singel
1. "The King and Queen of America" (Album Version) – 4:31
2. "There Must Be an Angel (Playing With My Heart)" (Live) – 6:30
3. "I Love You Like a Ball and Chain" (Live) – 4:41
4. "See No Evil" (Non-LP Track) – 4:10